# Associação Académica de Coimbra
L'Associação Académica de Coimbra també coneguda com a Académica de Coimbra (pronunciació: ɐkɐˈdɛmikɐ dɨ kuˈĩbɾɐ) o Académica, és un club esportiu, destacat en futbol de la ciutat de Coïmbra, Portugal.
El club fou creat dins l'associació d'estudiants de la Universitat de Coimbra del mateix nom. La secció de futbol es professionalitzà durant els anys 70 i 80, creant-se l'Associação Académica de Coimbra - Organismo Autónomo de Futebol (A.A.C. - O.A.F.).

## Història
La creació de l'associació d'estudiants com a societat esportiva amateur es remunta a l'any 1876 quan es fusionaren el Clube Atlético de Coimbra (fundat el 1861) i l'Academia Dramática (fundada el 1837), essent una de les institucions esportives més antigues de Portugal.
L'equipament és de color negre, que era el vestit típic dels estudiants de la universitat.
Entre les temporades 1974/75 i 1983/84, l'Académica disputà les competicions portugueses amb el nom de C.A.C. - Clube Académico de Coimbra. Durant aquests anys el club es professionalitzà per poder afrontar els nous temps. La seva millor posició a la lliga fou una segona la temporada 1966/67.

## Palmarès
- Copa portuguesa de futbol (1): 1938/39
- Segona divisió portuguesa de futbol (2): 1948/49; 1972/73

## Jugadors destacats
| - André - Artur Correia - Artur Jorge - Mário Campos - Victor Campos - Sérgio Conceição - Fernando Couto - Dário - Dimas Teixeira - Gervásio - Henrique Hilario - Jorge Humberto - Nene - Vítor Manuel - Melo - Belo - Gregório Freixo - Martinho - Marques | - Manuel António - António Jorge - Serafim - Raúl Águas - Carlos Alhinho - Gonçalves Isabelinha - Maló - Vítor Paneira - Nuno Piloto - Zé Castro - Pedro Roma - João Tomás - Toni - Mário Wilson - Carlos Xavier - Pedro Xavier - Nana - Teófilo Esquível - Augusto da Fonseca | - Tibério - José Maria Antunes - Bentes - Augusto Rocha - Alberto Gomes - Capela - Faustino - Armando Sampaio - Rui Cunha - Albano Paulo - Filipe dos Santos - Crispim - Ernesto - Torres - Rui Rodrigues - Costa - Hilário - Filipe Teixeira - Fatih Sonkaya |

## Entrenadors destacats
- Mário Wilson
- Jesualdo Ferreira
- Artur Jorge
- Nelo Vingada
- Manuel Machado

## Presidents
Des de 1961
| - 1961-1962: Hortênsio Lopes - 1963-1964: Chorão de Aguiar - 1965-1966: Geraldo Ubach - 1967-1968: António Almeida Costa - 1968-1969: Adolfo Mesquita - 1969-1970: Aristides Mota - 1971-1972: João Moreno - 1973-1974: João Cortez Vaz - 1974: José Couceiro - 1975: Aurélio Dias Pereira | - 1976-1977: João Cortez Vaz - 1978-1979: João Moreno - 1980-1982: Ezequiel Correia Umbelino - 1983-1990: Jorge Anjinho - 1990-1992: Mendes Silva - 1992-1995: Paulo Cardoso - 1995: Fausto Correia - 1995-2002: Campos Coroa - 2003-2004: João Moreno - 2004- : José Eduardo Simões |

## Seccions esportives
| - atletisme - automodelisme - bàdminton - basquetbol - beisbol - boxa - escacs | - esports de motor - esports nàutics - físic-culturisme - futbol - futbol sala - gimnàstica - halterofília | - handbol - judo - karate - lluita - natació - patinatge | - pesca - rugbi - taekwondo - tennis - tir amb arc - voleibol |